# ناشر (منحنى)

ناشرا (أحمر) القطع المكافئ

في الرياضيات، المُنشأ أو المنحني المنشأ أو المنحنى المنشأ أو المنحني الالتفافي أو المنحني النشوئي أو المُتلفِّف أو الملتف أو النَاشِر، أو تعريبًا الإِنْفُولِيُوت، هو نوع خاص من المنحنيات التي تعتمد على شكل أو منحنى آخر. ناشر المنحنى هو محل هندسي لنقطة على قطعة من الخيط المشدود حيث أن الخيط إما أن يكون ملفوف أو غير ملفوف حول المنحنى.
منشور الناشر هو المنحنى الأصلي.
تُعمم إلى عائلة الدحروجات. أي أن نواشر المنحنى هي دحروجات المنحنى المولدة من قبل خط مستقيم.
أُدخِلت مفاهيم الناشر والمنشور من قبل كريستيان هويجنز في عمله بعنوان ساعة البندول (1673)، حيث أظهر أن ناشر الدويري يبقى دويري. وبالتالي يوفر طريقة لبناء البندول الدويري (Cycloidal pendulum)، والتي لها خاصية مفيدة وهي أن دورها مستقلة عن سعة الاهتزاز. 